# The Five Pennies
The Five Pennies (bra: A Lágrima Que Faltou, ou Os Cinco Vinténs) é um filme estadunidense de 1959, do gênero drama biográfico-musical, dirigido por Melville Shavelson, com roteiro de Jack Rose, Melville Shavelson e Robert Smith inspirado na vida do músico Red Nichols.

## Elenco
- Danny Kaye ....... Loring "Red" Nichols
- Barbara Bel Geddes ....... Bobbie Meredith
- Louis Armstrong ....... ele mesmo
- Harry Guardino ....... Tony Valani
- Bob Crosby ....... Will Paradise
- Bobby Troup ....... Arthur Schutt
- Susan Gordon ....... Dorothy Nichols (6 a 8 anos)
- Tuesday Weld ....... Dorothy Nichols (12 a 14 anos)
- Shelly Manne ....... Dave Tough

## Prêmios e indicações
| Prêmio             | Categoria                         | Recipiente                       | Resultado |
| ------------------ | --------------------------------- | -------------------------------- | --------- |
| Oscar 1960         | Melhor fotografia                 | Daniel L. Fapp                   | Indicado  |
| Oscar 1960         | Melhor figurino (em cores)        | Edith Head                       | Indicado  |
| Oscar 1960         | Melhor trilha sonora              | Leith Stevens                    | Indicado  |
| Oscar 1960         | Melhor canção original            | Sylvia Fine ("The Five Pennies") | Indicado  |
| Globo de Ouro 1960 | Melhor filme - comédia ou musical | Jack Rose                        | Indicado  |
| Globo de Ouro 1960 | Revelação feminina                | Tuesday Weld                     | Indicado  |

## Sinopse
O jovem promissor e talentoso Red Nichols chega a Nova Iorque nos anos de 1920 para trabalhar como músico trompetista na banda de Wil Paradise. Ele se casa com uma das cantoras do grupo, Bobbie Meredith, e consegue ter a sua própria orquestra de estilo "Dixieland" (que ele ouvira em Nova Orleans e tentava lançar em Nova Iorque), chamada "The Five Pennies" (nome de uma das canções de Nichols, quando uma moeda de um níquel tinha esse valor, ou seja, cinco pennies). No auge da popularidade, a filha de Red, Dorothy, contraiu poliomielite e ele, se culpando por tê-la deixado em um colégio interno enquanto viajava com a banda, interrompeu a carreira e se mudou para Los Angeles, trabalhando como operário num estaleiro durante a Segunda Guerra Mundial. 